# Pia Fink
Pia Fink (* 10. Juli 1995 in Münsingen) ist eine deutsche Skilangläuferin.

## Werdegang
Fink, die für den SV Bremelau startet, nahm von 2013 bis 2015 an U20-Rennen im Alpencup teil. Dabei belegte sie in der Saison 2014/15 den vierten Platz in der U20-Gesamtwertung. Im Februar 2014 absolvierte sie in Oberwiesenthal ihr erstes Rennen in der Erwachsenenklasse im Alpencup und errang dabei den 12. Platz über 10 km klassisch. Bei den Deutschen Meisterschaften 2016 in Kirchzarten siegte sie zusammen mit Sandra Ringwald im Teamsprint. In der Saison 2016/17 kam sie im Alpencup zwölfmal unter die ersten Zehn, darunter viermal auf den dritten und einmal auf den zweiten Rang und erreichte damit den dritten Platz in der Gesamtwertung. Bei den U23-Weltmeisterschaften 2017 in Soldier Hollow wurde sie Achte im Sprint, Siebte über 10 km Freistil und Sechste im Skiathlon. Ihr Debüt im Weltcup hatte sie bei der Tour de Ski 2017/18 in der Lenzerheide, das sie auf dem 36. Platz im Sprint beendete. In Oberstdorf holte sie bei der vierten Touretappe mit dem 27. Platz im 10-km-Massenstartrennen ihre ersten Weltcuppunkte und erreichte abschließend den 26. Platz in der Tourgesamtwertung.  Bei den U23-Weltmeisterschaften 2018 in Goms wurde sie Siebte im Sprint und jeweils Vierte im Skiathlon und über 10 km klassisch.
In der Saison 2018/19 belegte Fink den 17. Platz bei der Tour de Ski 2018/19 und den 23. Rang beim Weltcupfinale in Québec erreichte damit den 37. Platz im Gesamtweltcup. Beim Saisonhöhepunkt, den nordischen Skiweltmeisterschaften 2019 in Seefeld in Tirol, lief sie auf den 30. Platz im Skiathlon, auf den 25. Rang im 30-km-Massenstartrennen und auf den 15. Platz über 10 km klassisch. Ende März 2019 wurde sie bei den deutschen Skilanglaufmeisterschaften in Reit im Winkl zusammen mit Sandra Ringwald Dritte im Teamsprint. Im Februar 2020 wurde sie bei den deutschen Skilanglaufmeisterschaften in Oberstdorf deutsche Meisterin über 10 km Freistil. Nach Platz 31 beim Ruka Triple zu Beginn der Saison 2020/21, kam sie bei der Tour de Ski 2021 auf den 27. Platz. Ihre besten Ergebnisse bei den Nordischen Skiweltmeisterschaften 2021 in Oberstdorf waren der 19. Platz im Skiathlon und der fünfte Rang mit der Staffel. Zum Saisonende erreichte sie im Engadin nach Platz 16 im 10-km-Massenstartrennen mit dem siebten Rang in der Verfolgung ihre erste Top-Zehn-Platzierung im Weltcupeinzel und beendete damit die Saison auf den 35. Platz im Gesamtweltcup. In der Saison 2021/22 errang sie den 30. Platz bei der Tour de Ski 2021/22 und den 51. Platz im Gesamtweltcup. Beim Saisonhöhepunkt, den Olympischen Winterspielen 2022 in Peking, belegte sie jeweils den 25. Platz im Skiathlon sowie im 30-km-Massenstartrennen und den 15. Rang im Sprint.

## Teilnahmen an Weltmeisterschaften und Olympischen Winterspielen

### Olympische Spiele
- 2022 Peking: 15. Platz Sprint Freistil, 25. Platz 15 km Skiathlon, 25. Platz 30 km Freistil Massenstart

### Nordische Skiweltmeisterschaften
- 2019 Seefeld in Tirol: 15. Platz 10 km klassisch, 25. Platz 30 km Freistil Massenstart, 30. Platz 15 km Skiathlon
- 2021 Oberstdorf: 5. Platz Staffel, 20. Platz 10 km Freistil, 24. Platz 30 km klassisch Massenstart
- 2023 Planica: 2. Platz Staffel, 7. Platz 10 km Freistil, 13. Platz 30 km klassisch Massenstart, 14. Platz 15 km Skiathlon
- 2025 Trondheim: 3. Platz Staffel, 11. Platz 10 km klassisch, 13. Platz 50 km Freistil Massenstart, 20. Platz 20 km Skiathlon

## Statistik

### Weltcup-Platzierungen
Die Tabelle zeigt die erreichten Platzierungen im Einzelnen.
- 1.–3. Platz: Anzahl der Podiumsplatzierungen
- Top 10: Anzahl der Platzierungen unter den ersten zehn
- Punkteränge: Anzahl der Platzierungen innerhalb der Punkteränge
- Starts: Anzahl gelaufener Rennen in der jeweiligen Disziplin
- Hinweis: Bei den Distanzrennen erfolgt die Einordnung gemäß FIS.

| Platzierung               | Distanzrennen a | Distanzrennen a | Distanzrennen a | Distanzrennen a | Distanzrennen a | Skiathlon Verfolgung | Sprint | Etappen- rennen b | Gesamt | Team   | Team    |
| Platzierung               | ≤ 5 km          | ≤ 10 km         | ≤ 15 km         | ≤ 30 km         | > 30 km         | Skiathlon Verfolgung | Sprint | Etappen- rennen b | Gesamt | Sprint | Staffel |
| ------------------------- | --------------- | --------------- | --------------- | --------------- | --------------- | -------------------- | ------ | ----------------- | ------ | ------ | ------- |
| 1. Platz                  |                 |                 |                 |                 |                 |                      |        |                   |        |        |         |
| 2. Platz                  |                 |                 |                 |                 |                 |                      |        |                   |        |        | 2       |
| 3. Platz                  |                 |                 |                 |                 |                 |                      |        |                   |        |        |         |
| Top 10                    |                 | 2               |                 | 2               |                 | 1                    |        |                   | 5      | 1      | 8       |
| Punkteränge               |                 | 41              | 2               | 13              | 1               | 18                   | 22     | 8                 | 105    | 1      | 8       |
| Starts                    |                 | 54              | 2               | 16              | 1               | 23                   | 41     | 10                | 147    | 1      | 9       |
| Stand: Saisonende 2024/25 |                 |                 |                 |                 |                 |                      |        |                   |        |        |         |

### Weltcupwertungen
| Saison  | Gesamt | Gesamt | Distanz | Distanz | Sprint | Sprint |
| Saison  | Punkte | Platz  | Punkte  | Platz   | Punkte | Platz  |
| ------- | ------ | ------ | ------- | ------- | ------ | ------ |
| 2017/18 | 46     | 69.    | 26      | 60.     | -      | -      |
| 2018/19 | 178    | 37.    | 106     | 32.     | -      | -      |
| 2019/20 | 35     | 71.    | 33      | 49.     | -      | -      |
| 2020/21 | 157    | 35.    | 129     | 26.     | 8      | 72.    |
| 2021/22 | 90     | 51.    | 55      | 32.     | 15     | 56.    |
| 2022/23 | 655    | 30.    | 292     | 31.     | 207    | 37.    |
| 2023/24 | 583    | 38.    | 458     | 27.     | 125    | 49.    |
| 2024/25 | 999    | 15.    | 709     | 14.     | 122    | 44.    |